# Kostel Narození Panny Marie (Vémyslice)
Kostel Narození Panny Marie je farní kostel v římskokatolické farnosti Vémyslice, nachází se v centru městyse Vémyslice. Kostel je jednolodní pozdně gotickou stavbou, později byl přestavěn. Kostel je chráněn jako kulturní památka České republiky.

## Historie
Kostel resp. farnost v obci byla zmiňována poprvé v roce 1259. Kostel byl postaven v 15. století snad královnou Konstancií a jejím synem Přemyslem. V roce 1827 byla do kostela instalována okna a kostel byl celkově opraven, nicméně hned příští rok byl kostel silně poškozen úderem blesku. A tak při přestavbě v roce 1845 došlo k jeho částečnému stržení a ke stavbě nové sakristie. V kostele byl v roce 1840 zřízen hlavní oltář, boční oltáře byly zasvěceny Nejsvětější Trojici a svaté Anežce. V roce 1835 pak byla také zřízena kazatelna a v roce 1837 byla instalována křížová cesta. V kostele byly tři zvony, nejstarší byl zasvěcen svaté Marii a pochází přibližně z roku 1400, menší zvon pochází z roku 1629, další pak z 1693 (přelit pak byl v roce 1897).
K přestavbám mělo dojít v letech 1746 a 1845. Mezi tím kostel snad vyhořel, stejně jako zbytek obce. V interiéru kostela byl umístěn obraz Poslední večeře Páně od Petra Brandla. Kolem kostela stával hřbitov, který byl zrušen v roce 1658 a přesunut za obec.